# Trichoplusia gromieri
Trichoplusia gromieri là một loài bướm đêm trong họ Noctuidae.